# Air Inter

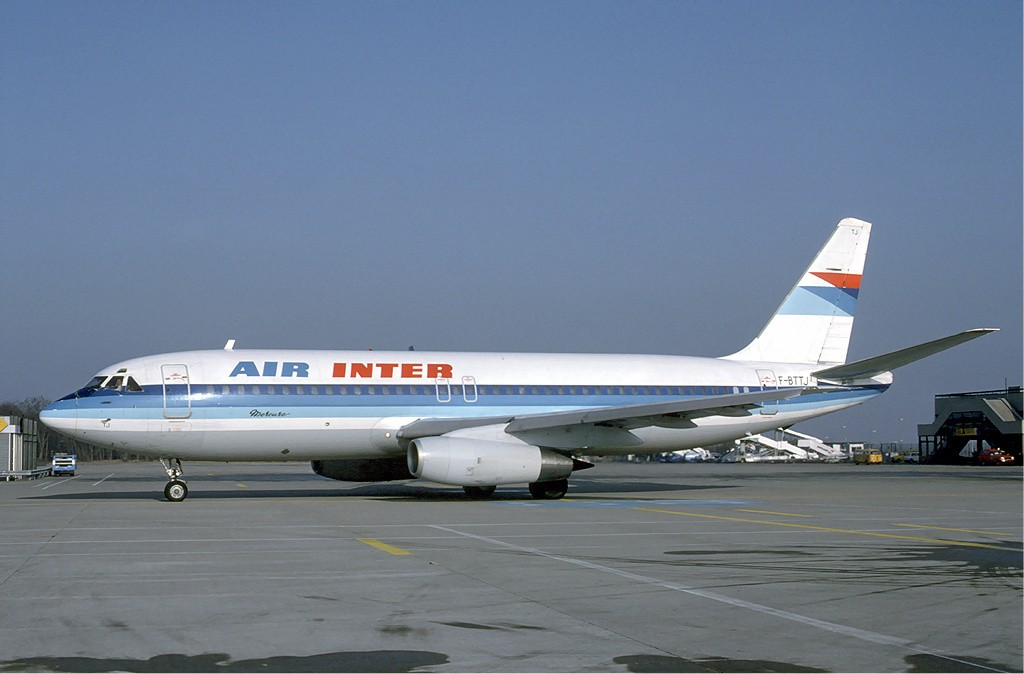

Air Inter, f d flygbolag baserat i Frankrike.

## Tidigare koder
- IATA-kod: IT
- ICAO-kod: ITF
- Callsign: Air Inter

## Historia
Flygbolaget grundades 17 mars 1958 men togs helt över av Air France i april 1997. Flygbolaget hade redan tidigare lagts ihop med Air France 1990, då under namnet Air France Europe.

## Flotta
Flygplanstyper Air Inter använt sig av är bland annat:
- 24 Airbus A300
- 36 Airbus A320
- 5 Airbus A321
- 4 Airbus A330
- 9 Airbus A319
- 1 Airbus A310
- 4 Boeing 747
- 1 Boeing 737
- Caravelle
- 10 Dassault Mercure
- Douglas DC-3/C-47
- Fokker F-27 Friendship
- 5 Fokker 100
- Nord 262
- Vickers Viscount